# 厚別公園
厚別公園（あつべつこうえん）は、札幌市厚別区にある公園。

## 概要
『第44回国民体育大会』（はまなす国体）メイン会場となる競技場建設のため1984年（昭和59年）に着工し、1986年（昭和61年）に完成した。1987年（昭和62年）には『全国高等学校総合体育大会』（'87北海道総体）を開催し、1989年（平成元年）にはまなす国体を開催した。1996年（平成8年）から2014年（平成26年）まで、コンサドーレ札幌（現在の北海道コンサドーレ札幌）のホームスタジアムになっていた。

## 施設
主競技場・補助競技場
コミュニティ広場
主競技場と補助競技場の中間に位置する
記念広場
モニュメント広場（國松明日香「捷」〜しょう）、壁泉広場からなる
歩くスキーコース（積雪期限定）
主競技場トラックと広場までわたる1.3kmと補助競技場トラックの0.4kmが整備され、用具貸出しも行われる

モニュメント広場
壁泉広場
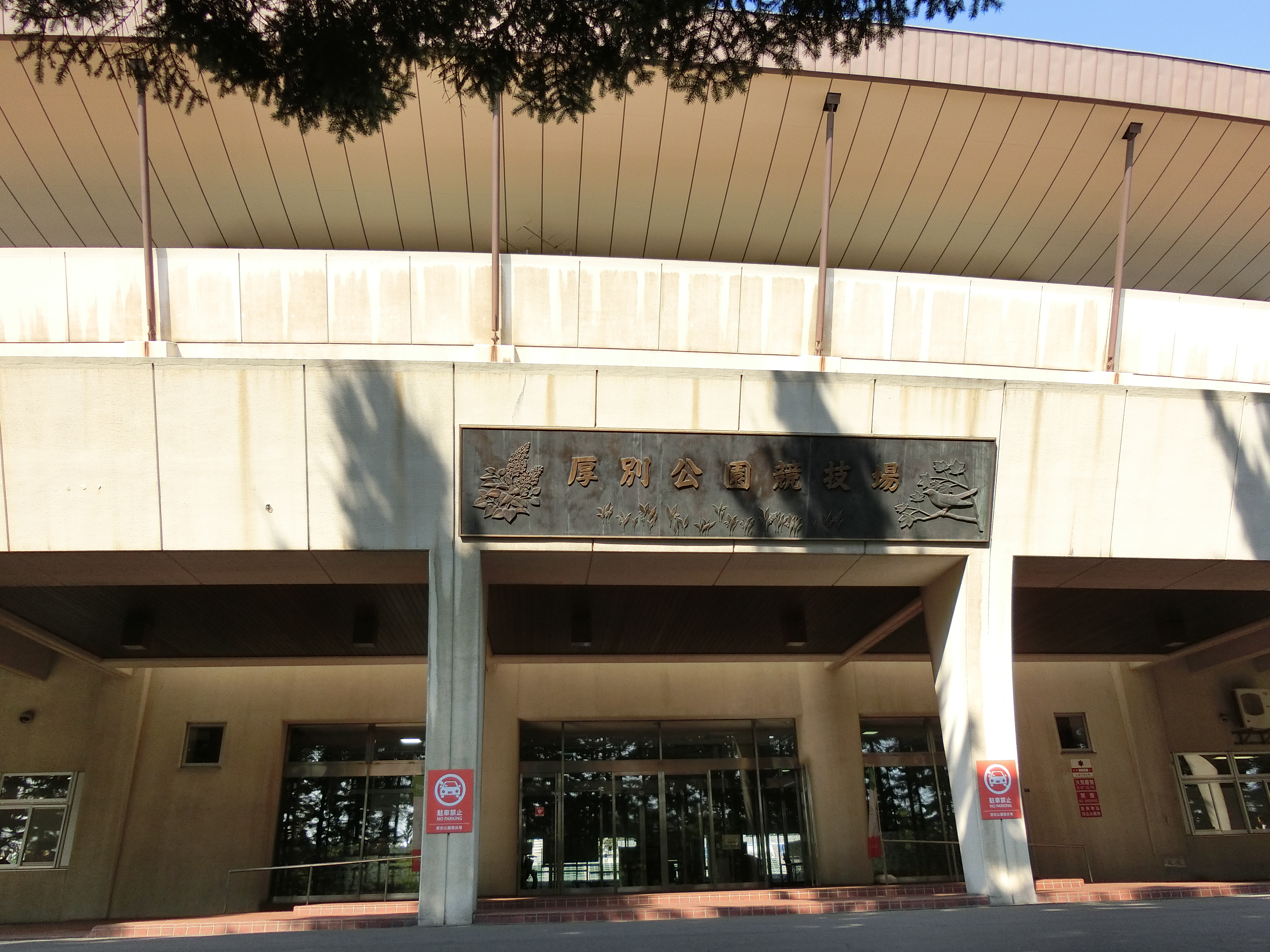
主競技場外観
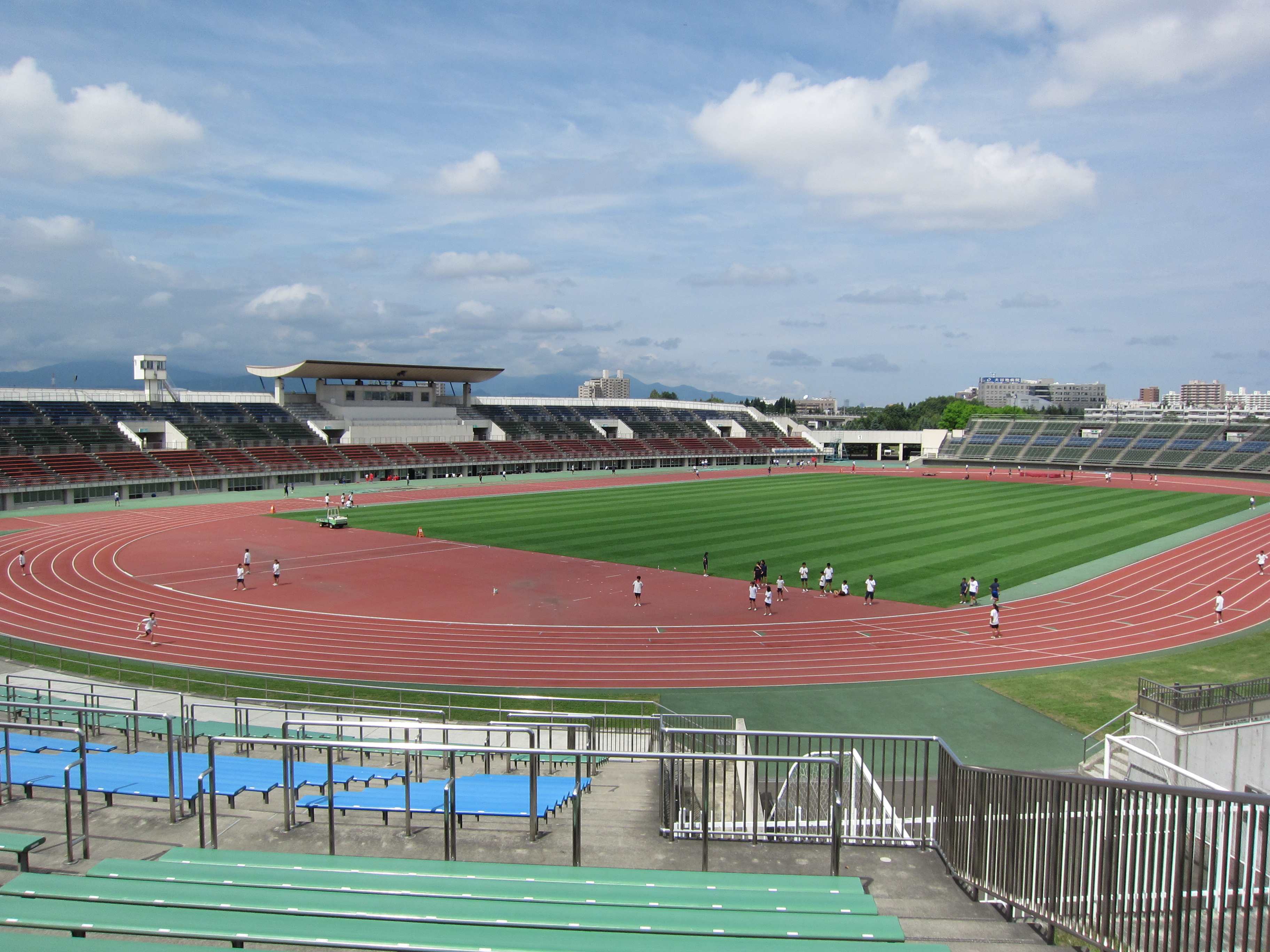
主競技場
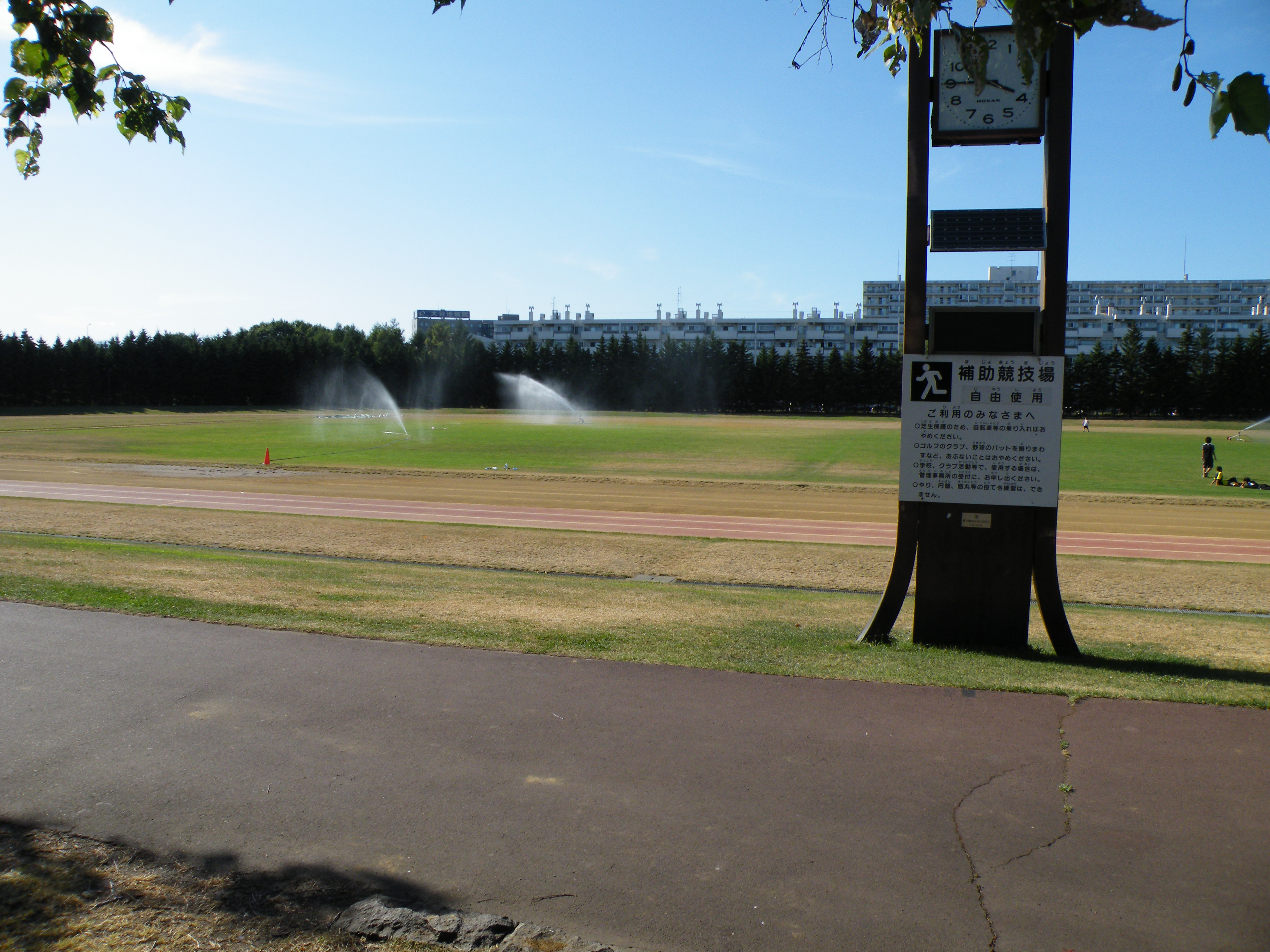
補助競技場
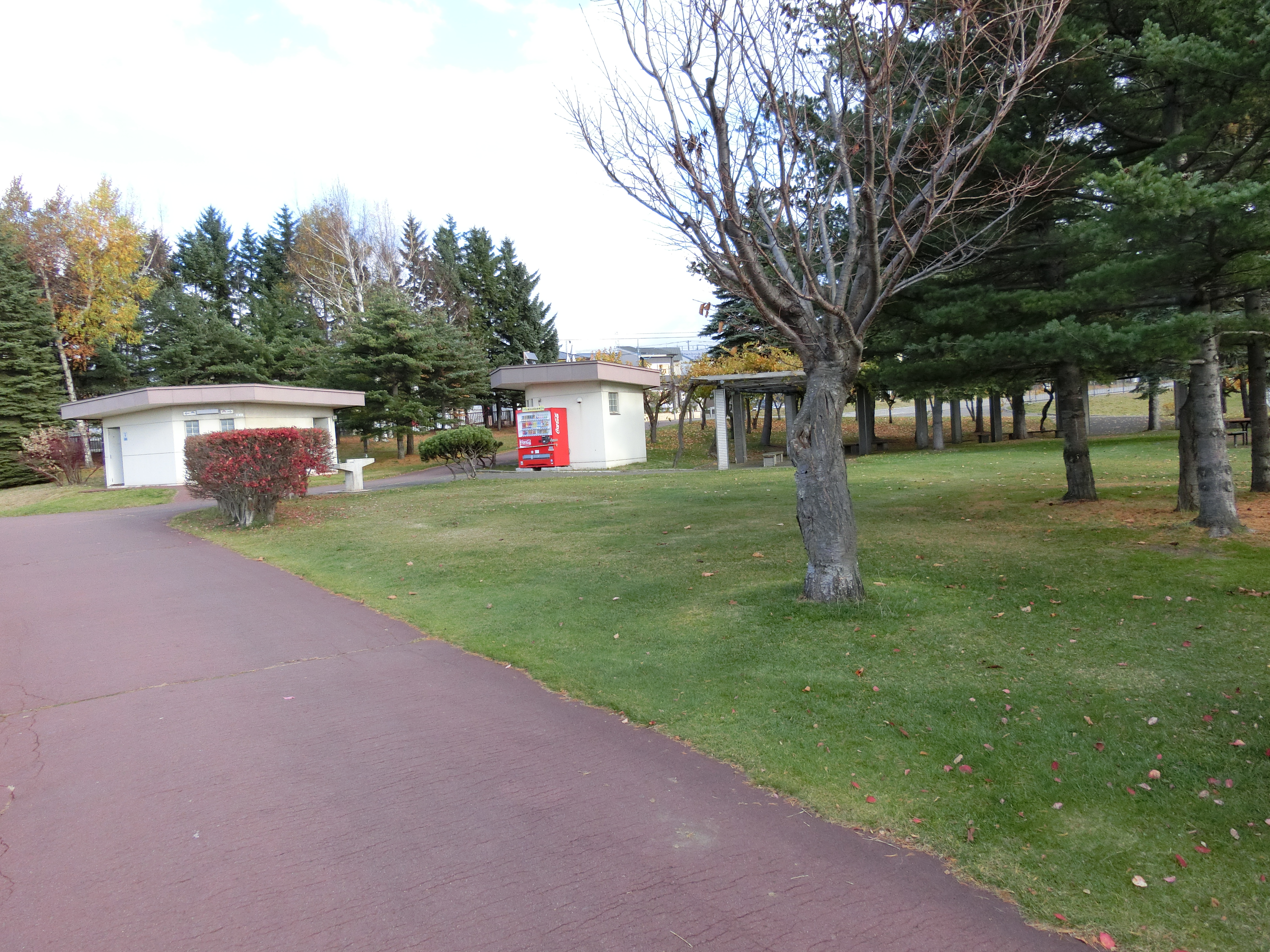
コミュニティ広場